# Dirigo Rataplan II
Dirigo Rataplan II ist ein Jazzalbum von Devin Gray, Michael Formanek, Ellery Eskelin und Dave Ballou. Die 2017 im Studio Systems Two, Brooklyn entstandenen Aufnahmen erschienen im September 2018 auf Devin Grays eigenem Label Rataplan Records.

## Hintergrund
Dirigo Rataplan, eine Phrase, lose übersetzt aus dem Lateinischen bzw. Französischen „Ich leite einen Trommelklang“, ist eine Gruppe unter der Leitung des Schlagzeugers Devin Gray, der drei weitere Musiker mit Verbindungen zu Baltimore angehören, der Saxophonist Ellery Eskelin, der Trompeter Dave Ballou und der Bassisten Michael Formanek. 2012 nahm die Formation ihr selbstbetiteltes Debütalbum auf, und sechs Jahre später veröffentlichte sie das Folgealbum Dirigo Rataplan II.

## Titelliste

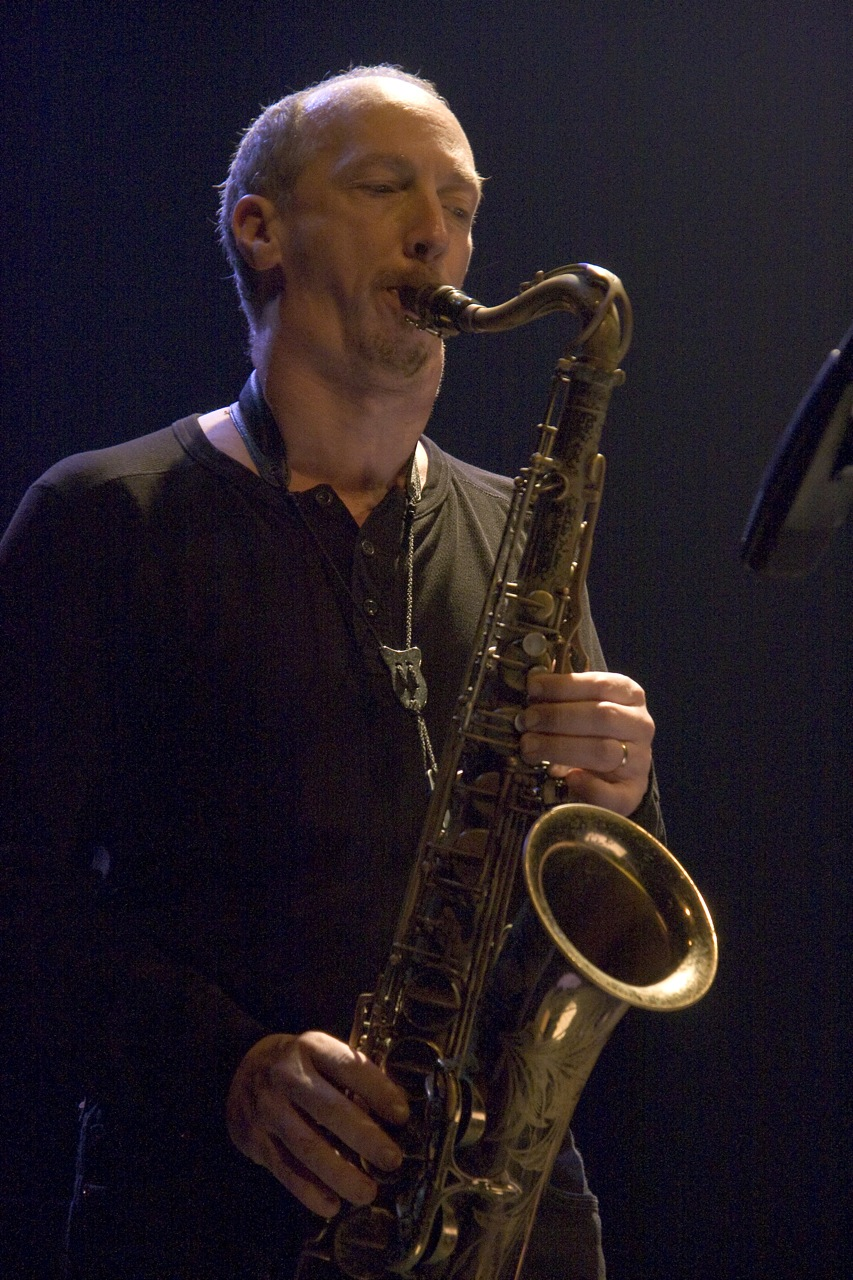
Ellery Eskelin

- Devin Gray, Michael Formanek, Ellery Eskelin, Dave Ballou: Dirigo Rataplan II  (Rataplan Records RR 001)[2]

1. Congrulently 3:28
2. Rollin’ Thru Town 4:25
3. Trends Of Trending 5:47
4. Texicate 6:33
5. The Wire 5:32
6. Quantum Cryptology 6:38
7. What We Learn from Cities 6:33
8. The Feeling of Healing (for Steve Grover) 6:55
9. Intrepid Travelers 5:28
10. Micro Dosage 2:30

## Rezeption
Nach Ansicht von Jerome Wilson, der das Album in All About Jazz mit vier Sternen auszeichnet, spiele die Band mit einem wilden Inside-Outside-Stil, der auf starken Melodien und Rhythmen basiere, aber dennoch viel Raum für feurige Improvisation biete. „Einige der Tracks basieren auf schweren, rumpelnden Basslinien von Formanek und raschelnden Drum-Akzenten von Gray, wobei Ballou und Eskelin entweder zusammen oder getrennt über ihnen schweben.“ Michael Formaneks Bass sei die Geheimwaffe dieser Session, meint der Autor, „der dichte, ächzende Drehpunkt, der den Improvisationsflügen seiner Partner Form und Gewicht verleihe.“ Er bekomme auch ein wohlverdientes Rampenlicht in seinem ledrigen Solo in „Travellers“. Das gesamte Quartett spiele mit einem freilaufenden Wagemut, resümiert Wilson, was an einige Bands von Ornette Coleman oder Henry Threadgill erinnere. „Dies ist ein hochfliegendes, atemberaubendes Stück Jazz von vier Musikern, die an dem Höhepunkt ihres Spiels stehen.“
Ken Micallef schrieb in JazzTimes, der Schlagzeuger Gray agiere wie ein tolles Gebräu aus Han Bennink und Ed Blackwell. Als Komponist verbinde Gray „ernsthafte Themen mit jubelnden Improvisationen. Egal in welcher Stimmung oder in welchem Groove, in jeder Melodie herrscht eine Leichtigkeit und ein Gefühl stiller Feierlichkeit.“

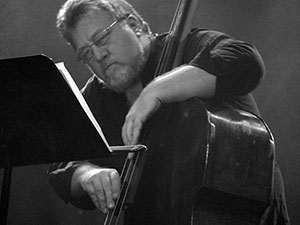
Michael-Formanek 2014

Nach Ansicht von Alexander Dubovoy, der das Album im Free Jazz Blog rezensierte, sei jeder dieser Musiker ist ein vollendeter Improvisator, und diese Band hätte leicht ein überzeugendes, frei improvisiertes Album produzieren können. Wo Dirigo Rataplan II jedoch glänze, sei das Zusammenspiel von Improvisation und Grays ausgeprägter kompositorischer Sensibilität. Obwohl einige der Stücke auf dem Album mehr oder weniger einer Jazzformel aus Melodie-Improvisation-Melodie folgten, meinte der Autor, navigierten sie auf neue und unterschiedliche Weise durch diese Struktur. Grays melodische Kompositionen erreichen nach Dubovoys Meinung in „Congruently“, „Trends of Trending“ und „The Wire“ ihren Höhepunkt. haben im Jazz eine lange Geschichte, aber ihre Geschichte bleibt etwas marginal, vielleicht teilweise, weil es schwierig ist, Musik zu komponieren, die in diesem Format den Zusammenhalt beibehält. In Eskelin, Formanek und Ballou hat Gray Spieler gefunden, die seine Kompositionen trotz oder vielleicht wegen des Formats – des Quartette ohne Akkordinstrumente – zum Leuchten bringen können. Das Ergebnis sei Musik, die gleichzeitig eingängig und kompliziert, sorgfältig komponiert und dennoch durch und durch offen sei.
Derek Taylor schrieb in Dusted, von dem zehn Stücken des Schlagzeugers, mit weniger als einer Stunde Musik, sei jedes mit einer großen und bewundernswerten Auswahl an Ideen ausgestattet. Dave Ballou, Ellery Eskelin und Michael Formanek seien anerkannte Meister ihrer Instrumente und starke musikalische Persönlichkeiten, die ihr gemeinsames Vertrauen durch die Achtung und das Engagement zeigten, das sie gegenüber Grays trügerisch anspruchsvollen Designs zeigen.